# Sihasapa

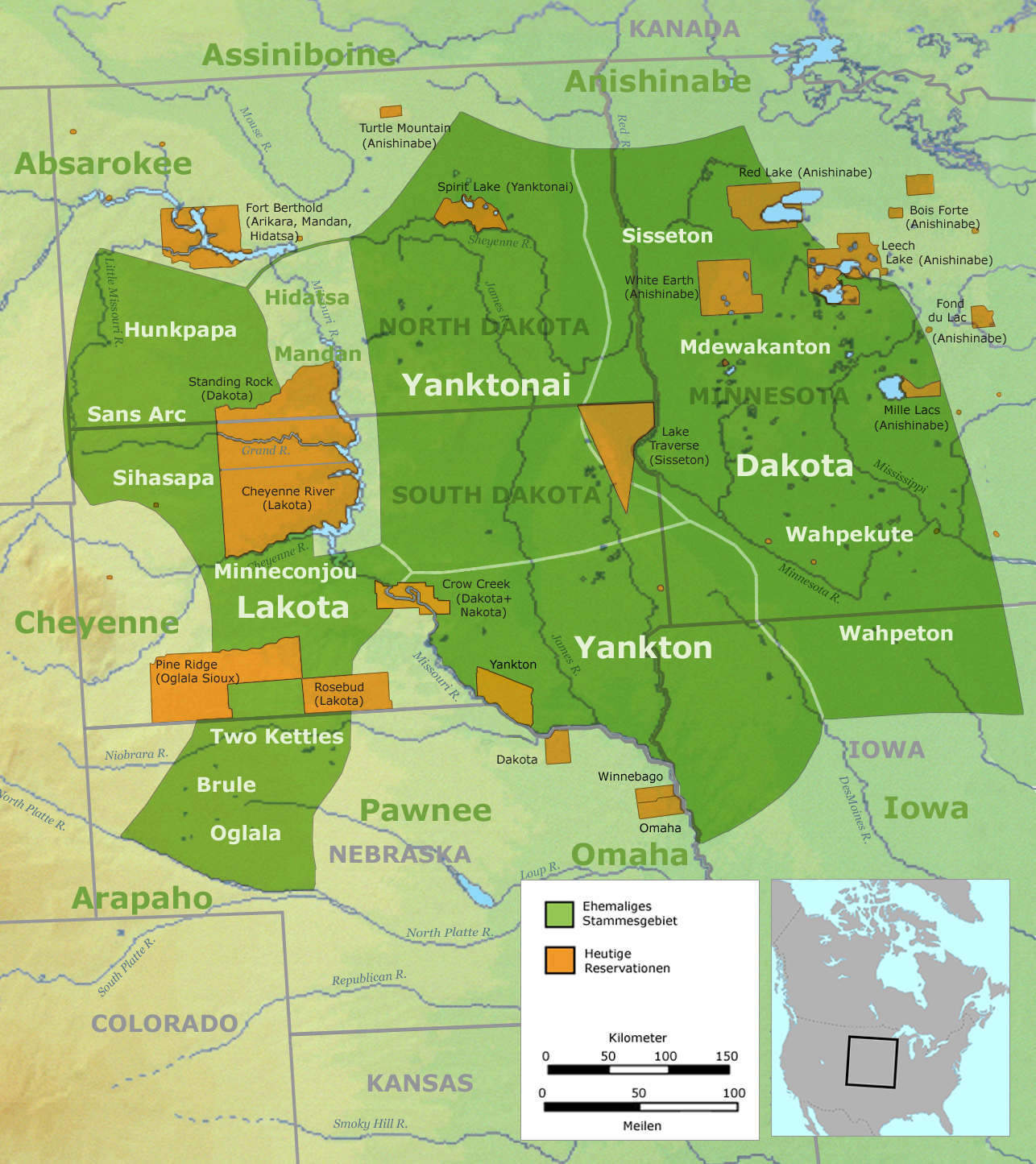
Territori original dels grups Sioux (en verd): els lakota (inclosos els sans arc o Itazipco), els Nakota (Yanktonai i Yankton) i Dakota, així com el territori de les reserves (taronja)

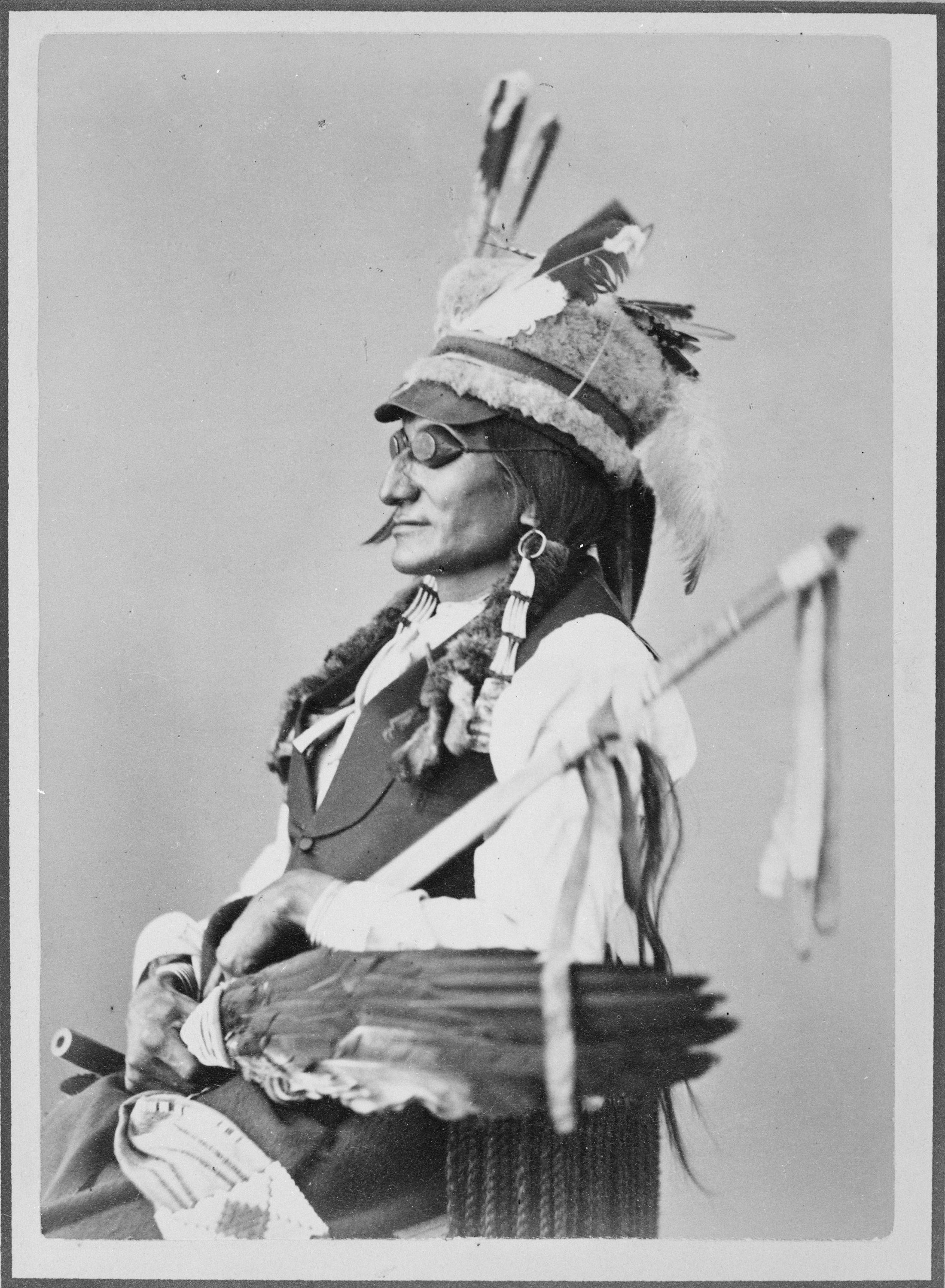
Crow-Kah-Re-Eo-Tah-Ke (Sitting Crow) home Sihásapa Lakota

Els Sihásapa o Sioux Blackfoot era una subdivisió de la Nació Lakota, una fracció del poble amerindi sioux. Sihásapa és la paraula Lakota per a "peu negre", mentre que Siksiká té el mateix significat en llengua blackfoot. Com a resultat, els Sihásapa tenen el mateix nom anglès que la Confederació Blackfoot, i les nacions es confonen sovint una amb l'altra.
Els Sihásapa vivien a l'oest de les Dakotes a les Grans Planes, i conseqüentment formaven part dels indis de les planes. El seu territori oficial actual és la reserva índia de Cheyenne River a Dakota del Sud, llar també dels Itazipco (Sense arcs), Minneconjou (Poble que viu vora l'aigua) i Oohenumpa (Dues Calderes), totes bandes dels Lakota.

## Bandes
En 1880, John Grass va donar una llista de bandes (tiyospaye) dels Sihasapa:
- Sihasapa-Hkcha o Sihasapa qtca (“Autèntics Blackfoot”)
- Kangi-shun Pegnake o Kanxicu pegnake (“Que porten una ploma de corb al pèl” o “Porten plomes de cornella al pèl”)
- Glaglahecha o Glagla heca (“desordenat” o “Massa mandrós per lligar-se els mocassins”)
- Wazhazha o Wajaje (“Osage”), banda de Kill Eagle.
- Hohe (“Rebels, i.e. Assiniboines”)
- Wamnuga Owin o Wamnugaoin (“Penjolls de cloïssa”)

## Famosos Sihásapa
- Charging Thunder (1877–1929). Va viatjar a Salford, Anglaterra amb l'edat de 36 com a part del Buffalo Bill's Wild West Show en 1903 i es va quedar a Londres quan el show va deixar la ciutat. Es va casar amb Josephine, una ensinistradora de cavalls estatunidenca que acabava de donar a llum a la seva primera filla, Bessie, i junts es va establir a Darwen, abans de traslladar-se a Gorton. El seu nom va ser canviat a George Edward Williams, després de registrar-se amb les autoritats d'immigració britàniques perquè pogués trobar feina. Williams va treballar al Zoo de Belle Vue com a cuidador d'elefants durant molts anys. Va morir de pneumònia als cinquanta-dos anys, el 28 de juliol de 1929. El seu enterrament va ser al cementiri de Gorton.[1]
- John Grass
- Kill Eagle
- Crawler